# Морленд (Канзас)
Морленд (англ. Morland) — місто (англ. city) в США, в окрузі Грем штату Канзас. Населення — 115 осіб (2020).

## Географія
Морленд розташований за координатами 39°20′56″ пн. ш. 100°4′27″ зх. д. / 39.34889° пн. ш. 100.07417° зх. д. (39.348934, -100.074271).  За даними Бюро перепису населення США в 2010 році місто мало площу 1,21 км², уся площа — суходіл.

## Демографія
Згідно з переписом 2010 року, у місті мешкали 154 особи в 77 домогосподарствах у складі 47 родин. Густота населення становила 127 осіб/км².  Було 89 помешкань (73/км²).
Расовий склад населення:
| - 95,5 % — білих - 1,9 % — корінних американців |

До двох чи більше рас належало 2,6 %. Частка іспаномовних становила 0,0 % від усіх жителів.
За віковим діапазоном населення розподілялося таким чином: 14,9 % — особи молодші 18 років, 58,5 % — особи у віці 18—64 років, 26,6 % — особи у віці 65 років та старші. Медіана віку мешканця становила 51,0 року. На 100 осіб жіночої статі у місті припадало 90,1 чоловіків;  на 100 жінок у віці від 18 років та старших — 92,6 чоловіків також старших 18 років.
За межею бідності перебувало 18,4 % осіб, у тому числі 21,1 % дітей у віці до 18 років та 4,8 % осіб у віці 65 років та старших.
Цивільне працевлаштоване населення становило 59 осіб. Основні галузі зайнятості: роздрібна торгівля — 27,1 %, транспорт — 16,9 %, мистецтво, розваги та відпочинок — 15,3 %.